# Elatostema yungshunense
Elatostema yungshunense är en nässelväxtart som beskrevs av Wen Tsai Wang. Elatostema yungshunense ingår i släktet Elatostema och familjen nässelväxter. Inga underarter finns listade i Catalogue of Life.